# Juancar Navacerrada
Juan Carlos Gómez Navacerrada, "Juancar Navacerrada" (Getafe, Madrid, España, 31 de marzo de 1992) es un periodista deportivo español. Colabora en el Diario Marca y en Radio Marca, en los que cubre la actualidad del Getafe Club de Fútbol. Es también cofundador del programa de radio 'Hora Azulona' sobre al equipo madrileño.